# Grom (misil)
El Grom (que significa "trueno" en polaco) es un sistema de defensa antiaérea portátil (MANPADS) producido en Polonia y basado en el misil tierra-aire 9K38 Igla. Consiste en un misil antiaéreo de 72 mm con una velocidad de vuelo de 650 m/s, así como un lanzador de un solo uso, Empuñadura reutilizable y unidad eléctrica del conjunto de refrigerante de la batería térmica. El nombre completo del sistema es PZR Grom, PZR significa Przeciwlotniczy Zestaw Rakietowy (literalmente conjunto antiaéreo propulsado por cohetes).

## Historia

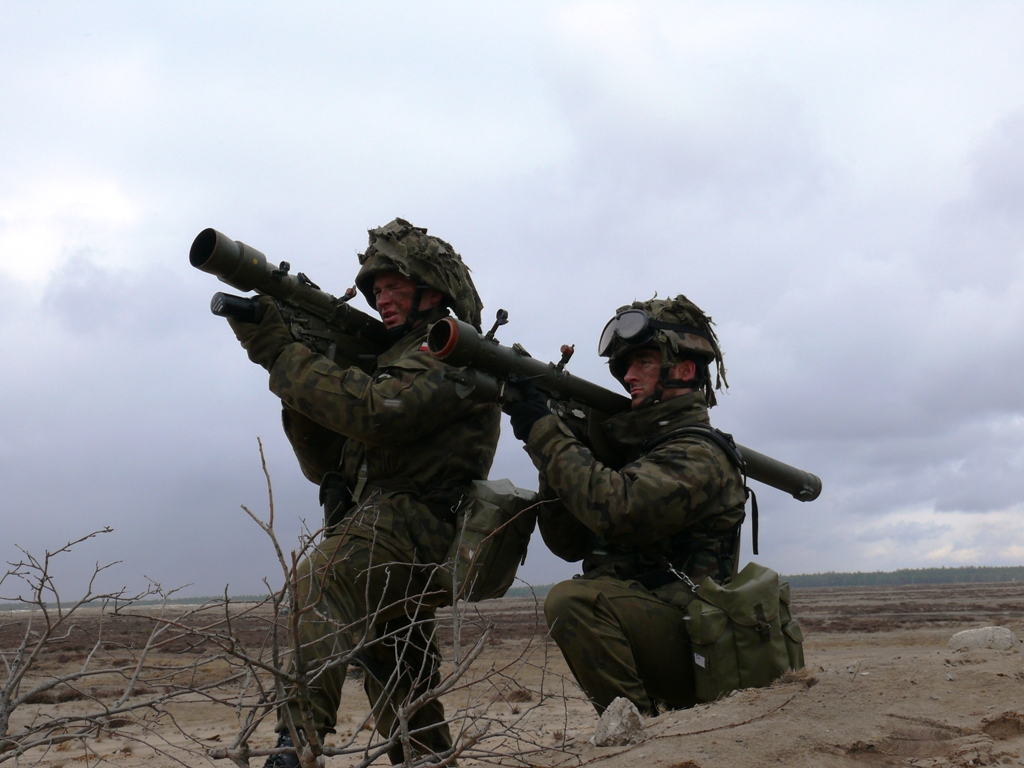
Soldados polacos practican con un Grom.

Inicialmente, al menos desde la década de 1970, las obras metalúrgicas MESKO en el misil tierra-aire Strela-2M soviético construidos bajo licencia producidos en masas, designado en Polonia como Strzała-2M. Sin embargo, cuando quedaron vetustos a fines de la década de 1980, los diseñadores principales prepararon los trabajos para producir un diseño soviético más moderno, el 9K38 Igla (SA-18 Grouse). 
Sin embargo, Polonia abandonó el bloque soviético en 1990 y la licencia fue rechazada, dejando así a Polonia sin MANPADS modernos a la mano. Debido a eso, a fines de 1992, varias obras y oficinas de diseño polacas (entre ellas el Instituto Militar de Tecnología de Armamento con base en Zielonka, la Universidad Militar de Tecnología WAT y la Oficina de Diseño de Cohetes Skarżysko) comenzó a trabajar en un nuevo diseño similar a Igla. Estos supuestamente fueron ayudados por los servicios de inteligencia polacos capaces de comprar los planes de diseño del sistema de misiles original 9K38 Igla en las obras de LOMO en Leningrado durante la agitación que siguió a la disolución de la Unión Soviética.
En 1995 entró en servicio el primer lote (marcado como GROM-1). Incluía una serie de componentes rusos importados. A fines de la década de 1990, estos fueron reemplazados por elementos completamente diseñados por Polonia. 
El 1 de enero de 2013, Bumar Amunicja fabricó su conjunto de misiles Grom número 2000.

## Diseño
El sistema está diseñado para ser operado por un soldado. Consiste en un proyectil de una sola etapa, un lanzador tubular de un solo uso, un mecanismo de arranque y una fuente de alimentación en tierra. El proyectil del cohete utiliza un propulsor sólido. El sensor de puntería infrarrojo se enfría con nitrógeno líquido. Hay opciones para Identificador amigo-enemigo y termovisión.

## Operadores actuales
- Georgia - Se utilizaron 30 lanzadores y más de 100 misiles en la guerra ruso-georgiana.[3]
- Indonesia - en uso como parte del sistema Aster.[4]
- Lituania - adquirida en 2014.[5][6]
- Polonia - Alrededor de 400 lanzadores y 2000 misiles de la versión Grom, 400 misiles de la versión Piorun, 420 lanzadores y 1300 misiles de la versión Piorun bajo pedido.[7]